# تیم ملی فوتبال امید ایران
تیم ملی فوتبال امید ایران یا تیم ملی فوتبال زیر ۲۳ سال ایران نمایندهٔ فوتبال کشور ایران در بازی‌های المپیک تابستانی و بازی‌های آسیایی است.

## تیم فوتبال امید ایران
تیم فوتبال امید ایران، نام تیم منتخب المپیک ایران است. این تیم، تیم فوتبالی بین‌المللی است که از سوی کمیته ملی المپیک ایران (نه فدراسیون فوتبال ایران) به نمایندگی از فوتبال ایران در مسابقاتی که برگزارکننده آن‌ها کمیته بین‌المللی المپیک یا کمیته المپیک آسیا (نه فیفا) باشد شرکت می‌نماید.
نفرات و اعضای کادر فنی این تیم درست به مانند تیم ملی فوتبال ایران می‌توانند از میان بازیکنان ایرانی شاغل در لیگ‌های فوتبال داخلی یا خارجی و مربیان شایسته انتخاب شوند با این تفاوت که بازیکنان بایستی از محدوده سنی زیر ۲۳ سال باشند. البته مطابق آئین‌نامه المپیک، این تیم به مانند سایر تیم‌های فوتبال المپیک جهان، مجاز به استفاده از سه بازیکن بالاتر از این شرایط سنی است.

## حواشی مدیریتی
صرف اشتغال بازیکنان و مربّیان در نظر گرفته شده برای تیم امید در لیگ‌های مختلف فوتبال ایران که از سوی فدراسیون فوتبال سازماندهی می‌شود، به خودی خود پای این نهاد و سازمان‌ها، کمیته‌ها و اتّحادیه‌های وابسته‌اش را نیز تا حدودی به سازوکار ساماندهی به امور تیم امید باز می‌کند و این موضوع همواره یکی از مشکلات و سبب بروز ناهماهنگی‌ها و در پاره‌ای اوقات حتی کشمکش‌هایی در امر مدیریت این تیم میان فدراسیون فوتبال و کمیته ملی المپیک و گاهی حتی سازمان تربیت بدنی، و یکی از عوامل عدم نتیجه‌گیری درخشان آن در بازی‌های آسیایی و ناکامی مطلق در رقابت‌های انتخابی المپیک (عدم راهیابی به مسابقات المپیک در ده دوره متوالی پس از المپیک ۱۹۷۶ مونترال) بوده‌است.
ذوالفقارنسب، از مربّیان فوتبال ایران در این زمینه طیّ اظهار نظری عنوان و پیشنهاد نموده‌است:
... تا زمانی که این تیم از دو کانال کمیته ملّی المپیک و فدراسیون فوتبال هدایت شود اوضاع بر همین منوال خواهد بود و به توفیقی در این راه نخواهیم رسید … رئیس سازمان تربیت بدنی اختیار این تیم را به یکی از این دو نهاد واگذار کرده و مشکل ایجاد شده را یک بار برای همیشه حل کند…

از دیگر نقدهایی که گهگاه حول این تیم نیز به مانند برخی دیگر از عرصه‌های فوتبال ایران عنوان می‌شود، ادّعای آلودگی انتخاب‌ها (به‌خصوص در زمینه مربّی) به واسطه‌گری و دلّالی افراد غیر ورزشی با اهداف صرفاً اقتصادی و سودجویانه است.

## بازیکنان

### بازیکنان کنونی
فهرست اعلام شده نهایی برای بازی‌های غرب آسیا توسط غلام‌رضا عنایتی
| ۰#۰ | پست       | بازیکن                 | تاریخ تولد (سن)         | باشگاه                         |
| --- | --------- | ---------------------- | ----------------------- | ------------------------------ |
|     | دروازه‌بان | سینا سعیدی‌فر           | ۱۲ آوریل ۲۰۰۱ (۲۲ سال)  | باشگاه فوتبال شمس آذر          |
|     | دروازه‌بان | پیام پارسا             | ۲۲ ژوئیه ۲۰۰۲ (۲۰ سال)  | باشگاه فوتبال صنعت نفت آبادان  |
|     | مدافع     | محمدامین حزباوی        | ۶ مه ۲۰۰۳ (۲۰ سال)      | سپاهان                         |
|     | مدافع     | سامان فلاح             | ۱۲ مه ۲۰۰۱ (۲۲ سال)     | باشگاه فوتبال استقلال تهران    |
|     | مدافع     | سینا قاسمی             | ۱۷ مارس ۲۰۰۴ (۱۹ سال)   | آکادمی فوتبال کیا              |
|     | مدافع     | سامان تورانیان         | ۱۲ دسامبر ۲۰۰۱ (۲۱ سال) | باشگاه فوتبال استقلال تهران    |
|     | مدافع     | محمد قربانی            | ۲۱ مه ۲۰۰۱ (۲۲ سال)     | اورنبورگ                       |
|     | مدافع     | آریا یوسفی             | ۲۲ آوریل ۲۰۰۲ (۲۱ سال)  | باشگاه فوتبال سپاهان           |
|     | مدافع     | امیر جعفری             | ۲۰ اوت ۱۹۹۹ (۲۳ سال)    | باشگاه فوتبال گل‌گهر سیرجان     |
|     | مدافع     | حسین گودرزی            | ۴ مه ۲۰۰۱ (۲۲ سال)      | سپاهان                         |
|     | مدافع     | دانیال ایری            | ۲۶ اکتبر ۲۰۰۳ (۱۹ سال)  | باشگاه فوتبال ذوب‌آهن           |
|     | هافبک     | علی‌اصغر صادقی          | ۱ فوریه ۲۰۰۱ (۲۲ سال)   | باشگاه فوتبال مس رفسنجان       |
|     | هافبک     | الهیار صیادمنش         | ۲۹ ژوئن ۲۰۰۱ (۲۱ سال)   | باشگاه فوتبال وسترلو           |
|     | مهاجم     | محمدحسین اسلامی        | ۱۳ آوریل ۲۰۰۱ (۲۲ سال)  | باشگاه فوتبال استقلال تهران    |
|     | هافبک     | علیرضا باویه           | ۲۱ اوت ۲۰۰۲ (۲۰ سال)    | باشگاه فوتبال فولاد خوزستان    |
|     | هافبک     | یاسین سلمانی (کاپیتان) | ۲۰ دسامبر ۲۰۰۱ (۲۱ سال) | باشگاه فوتبال پرسپولیس         |
|     | هافبک     | محمدمهدی احمدی         | ۱۰ ژانویه ۲۰۰۱ (۲۲ سال) | باشگاه فوتبال پرسپولیس         |
|     | هافبک     | علی پوردارا            | ۴ اوت ۲۰۰۱ (۲۱ سال)     | باشگاه فوتبال الکویت           |
|     | هافبک     | محمدرضا بردبار         | ۲۶ اوت ۲۰۰۴ (۱۸ سال)    | باشگاه فوتبال ملوان بندر انزلی |
|     | هافبک     | محمدجواد حسین‌نژاد      | ۲۶ ژوئن ۲۰۰۳ (۱۹ سال)   | دینامو مخاچ‌قلعه                |
|     | هافبک     | آریا برزگر             | ۱۰ نوامبر ۲۰۰۲ (۲۰ سال) | باشگاه فوتبال نساجی مازندران   |
|     | مهاجم     | سید محمدطاها طباطبایی  | ۲ مه ۲۰۰۲ (۲۱ سال)      | خیبر                           |
|     | مهاجم     | مهدی هاشم‌نژاد          | ۲۷ اکتبر ۲۰۰۱ (۲۱ سال)  | تراکتور                        |

|}

## کادر فنی
| سمت               | سمت                       |
| ----------------- | ------------------------- |
| سرمربی            | امیدرضا روانخواه          |
| دستیار مربی       | ایمان مبعلی هادی مهدوی‌کیا |
| مربی دروازه‌بان‌ها  |                           |
| مربی بدنساز       |                           |
| آنالیزور          |                           |
| سرپرست            | رضا نقی‌پور                |
| مدیر تیم ملی امید |                           |

## مربیان
- حشمت مهاجرانی (۱۹۷۹–؟)[۱]
- ایرج سلیمانی (۱۹۸۲–۱۹۸۰)
- محمود یاوری (۱۹۸۴–۱۹۸۲)
- ایرج سلیمانی (۱۹۹۱–۱۹۸۴)
- حسن حبیبی (۱۹۹۴–۱۹۹۱)
- انور هادژیابدیچ (۱۹۹۴) (موقت)
- هانس یورگن گده (۱۹۹۵–۱۹۹۴)
- حسن حبیبی (۱۹۹۵)
- ابراهیم قاسمپور (۱۹۹۹–۱۹۹۷)
- ایگون کوردس (۱۹۹۹)
- مهدی مناجاتی (۲۰۰۲–۱۹۹۹)
- برانکو ایوانکوویچ (۲۰۰۳–۲۰۰۲)
- محمد مایلی‌کهن (۲۰۰۴–۲۰۰۳)
- حسین فرکی (۲۰۰۴) (موقت)
- رنه سیموئز (۲۰۰۶–۲۰۰۵)
- وینگو بگویچ (۲۰۰۷–۲۰۰۶)
- نناد نیکولیچ (۲۰۰۸–۲۰۰۷)
- غلامحسین پیروانی (۲۰۱۰–۲۰۰۹)
- هومن افاضلی (۲۰۱۱–۲۰۱۰)
- علی‌رضا منصوریان (۲۰۱۴–۲۰۱۱)
- نلو وینگادا (۲۰۱۴)
- محمد خاکپور (۲۰۱۶–۲۰۱۴)
- امیرحسین پیروانی (۲۰۱۷)
- زلاتکو کرانچار (۲۰۱۹–۲۰۱۸)
- فرهاد مجیدی (۲۰۱۹)
- حمید استیلی (۲۰۱۹–۲۰۲۱)
- مهدی مهدوی‌کیا (۲۰۲۱–۲۰۲۲)
- غلامرضا عنایتی (۲۰۲۳)
- امید روانخواه (۲۰۲۵-)[۱۴]